# كورتيس هانسون
كورتيس لي هانسون (بالإنجليزية: Curtis Hanson)‏‏ (24 مارس 1945 - 20 سبتمبر 2016) كان مخرج سينمائي ومنتج أفلام وكاتب سيناريو أمريكي.

## عن حياته
ولد هانسون في مدينة رينو بولاية نيفادا، ونشأ في لوس انجلوس. . وكان ابن بيفرلي جون كورتيس، ويعمل وكيل عقاري، ويلبر هيل «بيل» هانسون، وتعمل معلمه. ترك هانسون المدرسة الثانوية، وعثر على عمل كمصور حر ومحرر لمجلة السينما.

## وفاته
توفي في منزله يوم 20 سبتمبر 2016 في لوس أنجلوس، كاليفورنيا عن عمر يناهز 71 وكانت وفاته طبيعية حسب رأي رجال الشرطة.

## روابط خارجية
- كورتيس هانسون على موقع IMDb (الإنجليزية)
- كورتيس هانسون على موقع روتن توميتوز (الإنجليزية)
- كورتيس هانسون على موقع مونزينجر (الألمانية)
- كورتيس هانسون على موقع ألو سيني (الفرنسية)
- كورتيس هانسون على موقع ميوزك برينز (الإنجليزية)
- كورتيس هانسون على موقع أول موفي (الإنجليزية)
- كورتيس هانسون على موقع بوكس أوفيس موجو (الإنجليزية)
- كورتيس هانسون على موقع قاعدة بيانات الأفلام السويدية (السويدية)
- كورتيس هانسون على موقع إن إن دي بي (الإنجليزية)
- كورتيس هانسون على موقع قاعدة بيانات الفيلم (الإنجليزية)